# Anatolij Vasil'evič Ivanov
Anatolij Vasil'evič Ivanov (in russo Анатолий Васильевич Иванов?; Leningrado, 26 giugno 1934 – Vienna, 2 aprile 2012) è stato un percussionista, compositore e direttore d'orchestra russo, fino al 1991 sovietico.
È stato presidente dell'Associazione russa dei percussionisti, membro della Percussive Arts Society e dell'associazione russa degli autori. Ha insegnato al Conservatorio di Leningrado ed è stato uno dei più conosciuti pedagoghi della scuola russa dei batteristi.

## Biografia
Ivanov ha studiato pianoforte e strumenti a percussione presso il Conservatorio di Leningrado. Nell'anno 1957 ha completato la classe di Aleksej Ivanovič Sobolev e Vasilij Evseevič Osadčuk.
Dal 1952 ha lavorato nell'Orchestra popolare statale russa e nell'orchestra jazz. Dal 1964 ha lavorato come percussionista e guida fonatoria degli strumenti a percussione nell'Orchestra  filarmonica di Leningrado sotto la guida di Evgenij Mravinskij e Jurij Temirkanov.
Negli anni sessanta ha sviluppato un programma organizzativo per un ensemble di strumenti a percussione. Nel 1996 ha scritto il lavoro metodico Играйте в ансамбле ударных инструментов! ("Suonate in un'orchestra di strumenti a percussione!"). Nel 1989 ha fondato l'orchestra per batteria “Виват, ударные!”, che negli anni novanta è arrivato al successo grazie a molti concerti con le sue composizioni e con i suoi arrangiamenti di musica classica. Tra i suoi studenti si annoverano famosi artisti come Gal Rasché.

## Opere
Ai suoi lavori appartengono brani musicali dell'Orchestra Popolare Russa, Orchestra Jazz, Ensemble per batteria, per vibrafono, xilofono, celesta, flauto, pianoforte con orchestra, timpani, ensamble di tuba, sette brani musicali per timpani con pianoforte, ecc… Una delle sue opere più importanti è la trascrizione dell'Album dei Bambini di Pëtr Il'ič Čajkovskij per ensamble di percussioni, pubblicata nel 1995.